# Ośrodek Postępu Technicznego w Katowicach
Ośrodek Postępu Technicznego (OPT) w Katowicach – nieistniejąca placówka typu naukowo-informacyjnego, znajdująca się na terenie Parku Śląskiego przy ulicy Targowej w Chorzowie.

## Historia

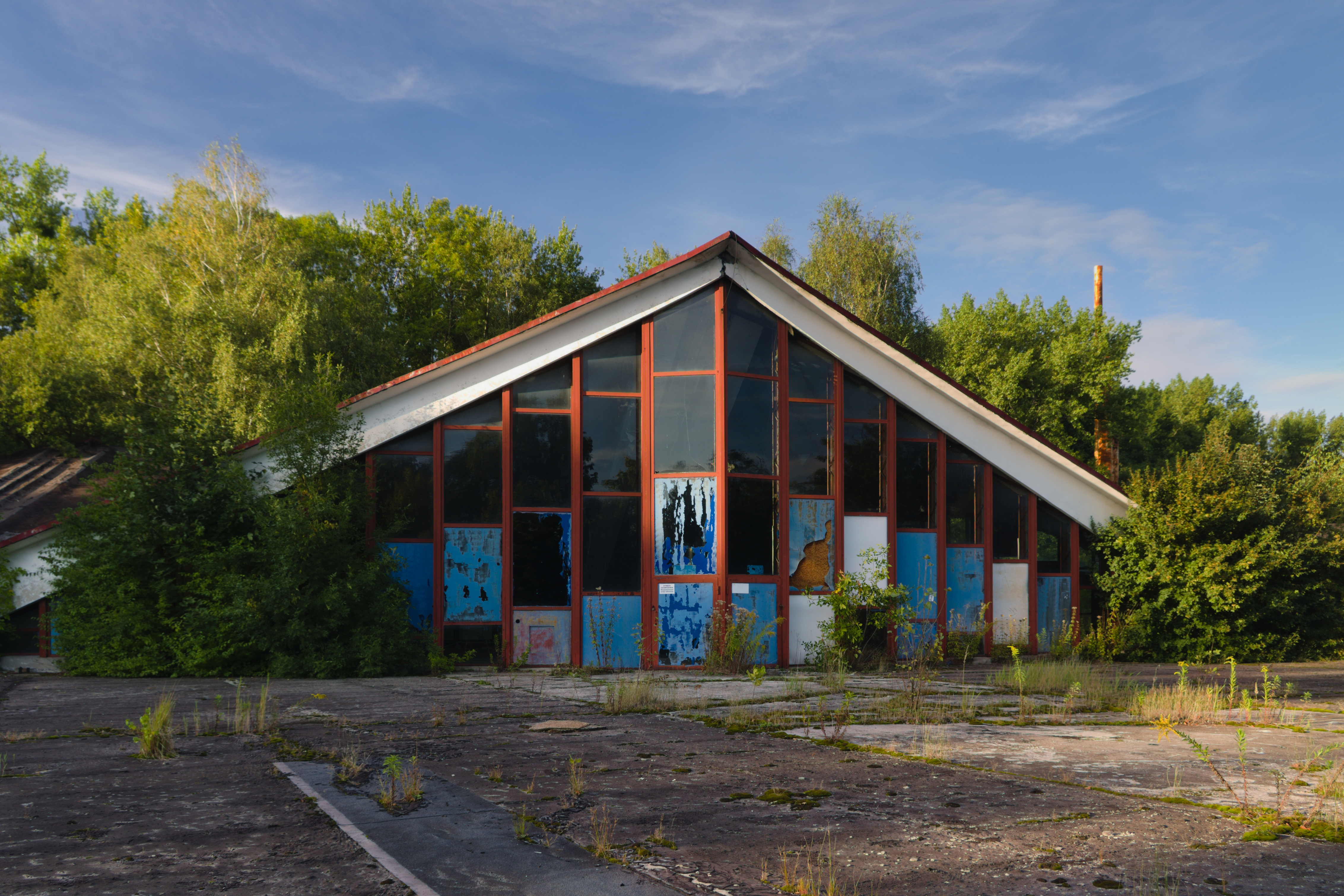
Pawilon CG (2020)

Ośrodek powołany w 1961 roku z ramienia Naczelnej Organizacji Technicznej i inicjatywy Wojewódzkiej Rady Narodowej w Katowicach. Funkcjonował do początku lat 90. XX wieku. Większość zabudowań została wyburzona.

## Opis
Zajmował teren o powierzchni ok. 10 ha zlokalizowany przy styku Katowic, Chorzowa i Siemianowic Śląskich. Instytucja organizowała targi handlowe, wystawy, prezentacje i pokazy wyrobów przemysłu, rzemiosła, rolnictwa. Miała budynki przeznaczone do całorocznej i sezonowej prezentacji.

## Architektura
Projekt urbanistyki ośrodka oraz najstarszych pawilonów wykonał Jerzy Gottfried.
Zrealizowane tam pawilony wystawowe są unikatowymi w skali kraju obiektami architektury, znajdują się tam:
Pawilony A – zespół 3 pawilonów na planie okręgu zaprojektowanych przez architekta Jerzego Gottfrieda i konstruktora Wiesława Ligęzy. Pawilony nakryto pochyłymi rurowymi kopułami. 
Pawilony B – zespół 6 pawilonów na planie kwadratu zaprojektowanych przez architekta Jerzego Gottfrieda.
Pawilon CG - pawilon wystawowy zbudowany na rzucie zestawionych ze sobą rombów. Zaprojektowany przez Jerzego Gottfrieda i konstruktora Włodzimierza Feiferka. Pawilon nakryty lekkim dachem opartym na konstrukcji złożonej z żelbetowych, pochyłych wsporników, pomiędzy którymi rozpięto stalowe linki podtrzymujące poszycie dachu.
Pawilon D - stanowi strefę wejściową do pawilonu CG. Zaprojektowany przez Jerzego Gottfrieda.
Pawilon Górnictwa - zaprojektowany przez zespół inżynierów z Biura Projektów Przemysłu Węglowego w Krakowie. Ma formę paraboloidy hiperbolicznej. 
Pawilon Hutnictwa Żelaza i Stali - pawilon zaprojektowany przez Zygmunta Winnickiego. Zrealizowany na rzucie prostokąta, nakryty dachem podwieszonym na stalowych linach przymocowanych do żelbetowych pylonów.
Pawilon Metali Nieżelaznych - Pawilon zaprojektowany przez Zygmunta Winnickiego w 1961 roku. założony na rzucie zestawionych ze sobą sześcioboków przypominających plaster miodu. Pawilony miały konstrukcję złożoną z systemu metalowych, naprężonych linek podtrzymujących dach. Ściany wykonano z falistego polistyrenu. Pawilon zniszczony w 2017 roku.
Doświadczalny budynek w technologii wypychanych kondygnacji - tzw. wypych, zaprojektowany przez  Henryka Buszkę, Aleksandra Frantę i Tadeusza Szewczyka. Była to eksperymentalna konstrukcja testowana do późniejszego wykorzystania do budowy bloków na Osiedlu Tysiąclecia w Katowicach.
Maszt - konstrukcja wykonana z zestawionych ze sobą rur. Zaprojektowany przez Zygmunta Winnickiego w 1964 roku.